# Alessandro Santos
Alessandro Santos (n. 20 iulie 1977, Maringá, Paraná, Brazilia) este un fotbalist japonez.

## Statistici
| Japonia | Japonia | Japonia |
| An      | Meciuri | Goluri  |
| ------- | ------- | ------- |
| 2002    | 9       | 1       |
| 2003    | 15      | 1       |
| 2004    | 22      | 2       |
| 2005    | 17      | 1       |
| 2006    | 19      | 2       |
| Total   | 82      | 7       |